# 我们的家园—俄罗斯
我们的家园—俄罗斯是俄罗斯历史上的一个政党，活跃于1995年—2000年代中期。

## 历史

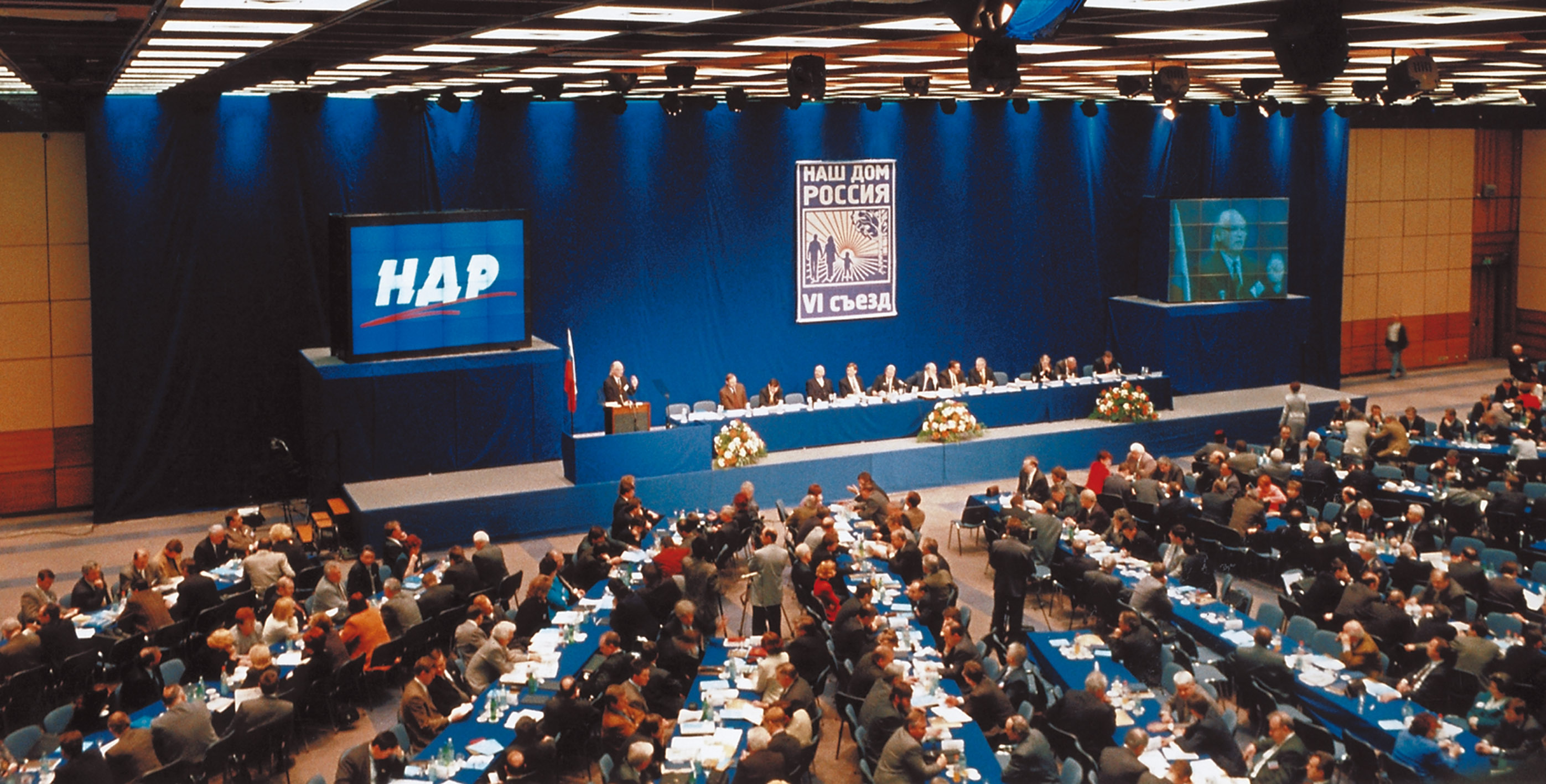
我们的家—俄罗斯党的第六次全国代表大会，摄于1999年4月。

“我们的家园—俄罗斯党”于1995年由当时担任俄罗斯总理的维克多·切尔诺梅尔金创建。成立该党的俄罗斯自由派希望借由该政党聚集更多的右翼技术官僚改革派与来自政府的支持者。
在该党刚刚成立时，切尔诺梅尔金得到了时任俄罗斯总统叶利钦以及俄罗斯银行协会等众多大型金融机构和俄罗斯天然气工业股份公司等大公司的支持。切尔诺梅尔金也曾一度出任俄罗斯天然气工业股份公司的董事长。由于吸引了众多俄罗斯统治精英的参与，我们的家—俄罗斯党也因此一度被戏称为“权力党”。除此之外，该党也被民间广泛认为是当时俄罗斯寡头在政治上的大后台。
我们的家—俄罗斯党成立后，另外两个政党，俄罗斯农业党和俄罗斯民主选择党也有兴趣与其合作。这些党派还为此编纂了共同促进“自由、财产和合法性”的政治纲领，以宣传其减少国家在经济中的作用、支持小型企业、农业私有化和削减军事开支等政策。然而随着1998年切尔诺梅尔金竞选第二任总理的申请被俄罗斯国家杜马否决后，我们的家—俄罗斯党与其他政党的合作也没有了下文。

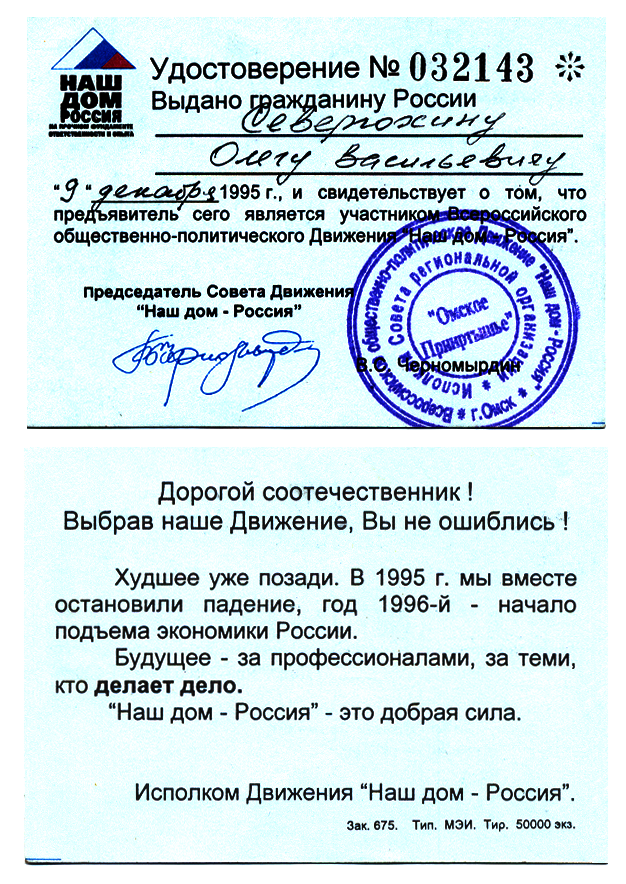
1995年的我们的家—俄罗斯党党员证

尽管对车臣战争持批评态度，维克多·切尔诺梅尔金和我们的家—俄罗斯党在支持叶利钦于1996年竞选连任俄罗斯联邦总统的过程中依然发挥了核心作用。1996 年，切尔诺梅尔金对塔斯社表示： “如果要我概括叶利钦为什么选择我们的家—俄罗斯党，我只能说一句话——因为我们支持改革，支持俄罗斯宪法，支持车臣和平，支持在俄罗斯过上正常的生活。”
然而，1998年春，叶利钦解除了切尔诺梅尔金作为总理的政府首脑职务，并进一步于1999 年公开支持新成立的俄罗斯团结党而不是原先为其选举立下汗马功劳的我们的家—俄罗斯党党。由于叶利钦立场的转变，在1995年至1999年期间在俄罗斯国家杜马拥有55个席位的我们的家—俄罗斯党在1999年12月的选举中仅保住了8个席位。由于在该届杜马中独木难支，该党最终选择并入了统一俄罗斯党。

## 选举结果

### 俄罗斯国家杜马
| 选举年 | 领导者              | 得票数    | 得票百分比  | 获得议席 | +/– | 结果     |
| ------ | ------------------- | --------- | ----------- | -------- | --- | -------- |
| 1995   | 维克托·切尔诺梅尔金 | 7,009,291 | 10.13（#3） | 55 / 450 | –   | 联合执政 |
| 1999   | 维克托·切尔诺梅尔金 | 790,983   | 1.19（#10） | 7 / 450  | ▼48 | 联合执政 |

## 著名党员
- 维克托·切尔诺梅尔金
- 阿纳托利·索布恰克
- 弗拉基米尔·普京

## 更多阅读
- 俄罗斯政党列表
- 俄罗斯政治